# Vladimir Paar
Vladimir Paar (Zagreb, 11. svibnja 1942.), redoviti je profesor na Prirodoslovno-matematičkom fakultetu u Zagrebu i akademik Hrvatske akademije znanosti i umjetnosti. Objavio je više od 500 znanstvenih i stručnih radova, autor je i urednik više od 55 knjiga, te niza udžbenika i gimnazijskog programa fizike. Među njegovim znanstvenim radovima je više od 100 znanstvenih publikacija objavljeno u koautorstvu s inozemnim znanstvenicima (s 300 znanstvenika iz 30 država).

## Životopis
Vladimir Paar rođen je u Zagrebu 1942. godine u obitelji Vladimira i Elvire Paar. Teorijsku fiziku na Prirodoslovno-matematičkome fakultetu u Zagrebu, s temom iz teorijske fizike elementarnih čestica, diplomirao je 1965. godine. Magistrirao je 1969. godine a doktorirao je 1971. godine s temom iz teorijske nuklearne fizike. Od 1966. do 1975. godine bio je asistent i znanstveni suradnik na Institutu Ruđer Bošković, a 1976. godine prešao je na Fizički odsjek Prirodoslovno-matematičkoga fakulteta u Zagrebu. 1980. godine izabran za redovitoga profesora. 1988. godine izabran je za člana suradnika a 1992. godine za redovitoga člana HAZU. 

## Znanstvena djelatnost
Kao gostujući znanstvenik i profesor boravio je ukupno sedam godina na nizu uglednih svjetskih znanstvenih instituta i sveučilišta (Kopenhagen, Amsterdam, München, Köln, Mainz, Jülich, College Park, Livermore, Paris-Orsay, Oxford, Moskva-Dubna, Rio de Janeiro, Yale itd.) Područje njegova znanstvenog i stručnog rada obuhvaća više različitih tematika: deterministički kaos, kompjutorski modeli regularnosti i kaotičnosti robota, populacijske jednadžbe s rupama, tranzijentni kaos, metode šifriranja pomoću kaosa, supravodljivost atomske jezgre, metodika fizike, dodir znanosti i teologije, računalni modeli dinamičkih sustava, računalni modeli u kliničkoj medicini, primjena fraktala u kemiji, zemljopisu i biologiji, bozonsko-fermionski modeli strukture atomskih jezgri, gustoća nuklearnih stanja na visokim energijama, primjene računalnih simulacija u istraživanju strukture genoma, novi algoritam za kompjutorsku analizu HOR-ova u ljudskom genomu u dijelu genomske šifre izvan gena, principi obrazovanja za 21. stoljeće, znanstveno-tehnološki razvoj privrede i društva. Autor je većeg broja stručnih radova o razvoju obrazovanja u funkciji razvoja. Već tridesetak godina zalaže se za orijentaciju hrvatskog školstva i hrvatske privrede na razvoj. Jedan je od autora i urednika dokumenta HAZU Hrvatska temeljena na znanju i primjeni znanja.
Tri desetljeća sudjeluje u javnim medijima, a naročito na televiziji i radiju, na popularizaciji znanosti i uloge znanja, obrazovanja i znanosti u gospodarskom i društvenom razvoju. Sudjelovao je u brojnim televizijskim raspravama u vezi popularizacije znanosti i razvoja, i autor je nekoliko televizijskih serija iz popularizacije znanosti. Također, napisao je stotinjak novinskih članaka i dvije knjige iz popularizacije znanosti. Godinama se zalaže za značajniju ulogu javnih medija u obrazovanju i osposobljavanju javnosti za izazove budućnosti te stvaranju pozitivne društvene klime i poticanja za razvoj. Osudio je postupak militantnih ljevičara s rimskog sveučilišta La Sapienze zbog čijeg je ispada, temeljenog na njihovom neznanju fizike i stereotipima o katoličkoj Crkvi, odgođen posjet pape Benedikta XVI. tom sveučilištu.

## Proturječnosti
Zadnjih je godina u javnosti često kritički istupao prema raširenom vjerovanju i znanstvenim istraživanjima koja upozoravaju na opasnost od globalnog zatopljenja. U javnim istupima se često osvrtao i na moguće prijetnje novog ledenog doba. Početkom 2010., Dejan Vinković, astrofizičar sa splitskog PMF-a iznio je kritike na navedene interpretacije o dolazećem ledenom dobu, a kasnije i Zvonimir Katušin, klimatolog s Državnog hidrometeorološkog zavoda, s priopćenjem gdje je iznesena argumentacija da tvrdnje o zahlađenju nemaju uporište u podacima mjerenja i klimatološkim modelima. U brojnim intervjuima, teološkim raspravama i komentarima iznosi svoje sumnje u potpunost teorije evolucije. Zastupao je i unošenje kontroverzne teorije tadašnjeg ministra znanosti Dragana Primorca o novom genetskom podrijetlu Hrvata u školske udžbenike.

## Djela
Nepotpun popis:
- Što se zbiva u atomskoj jezgri, Školska knjiga, Zagreb, 1980. (2. izd. Zagreb, 1987.)
- Energetska kriza: gdje (ni)je izlaz?, Školska knjiga, Zagreb, 1984.
- Atomi, molekule, poluvodiči, supravodiči, Školska knjiga, Zagreb, 1989.
- Skriveni Bog: nove dodirne točke znanosti i religije, Teovizija, Zagreb, 2006. (2. izd. Zagreb, 2008.) (suautor Ivan Golub)[10]

## Nagrade i odlikovanja
- 1975.: Državna nagrada za znanstvenoistraživački rad. Nagrada "Ruđer Bošković".[11]
- 1988.: Državna nagrada za znanstvenoistraživački rad. Nagrada "Fran Tućan", za popularizaciju znanosti.[12]
- Odlikovan je Redom Danice hrvatske s likom Ruđera Boškovića.

## Osobni život
- Oženjen je i otac četvero djece.[13]

## Vanjske poveznice
- Životopis na stranicama HAZU
- Središnja knjižnica za fiziku: Paar, Vladimir - bibliografije  Arhivirana inačica izvorne stranice od 2. travnja 2015. (Wayback Machine)